# 富士信忠
富士 信忠（ふじ のぶただ）は戦国時代の武将、富士氏当主。大宮城（富士城）の城主。

## 概要
富士山本宮浅間大社の富士大宮司であり、今川氏家臣であった。大宮城（富士城）の城主として武田勢と交戦を繰り返した。

## 来歴

### 今川氏との関係

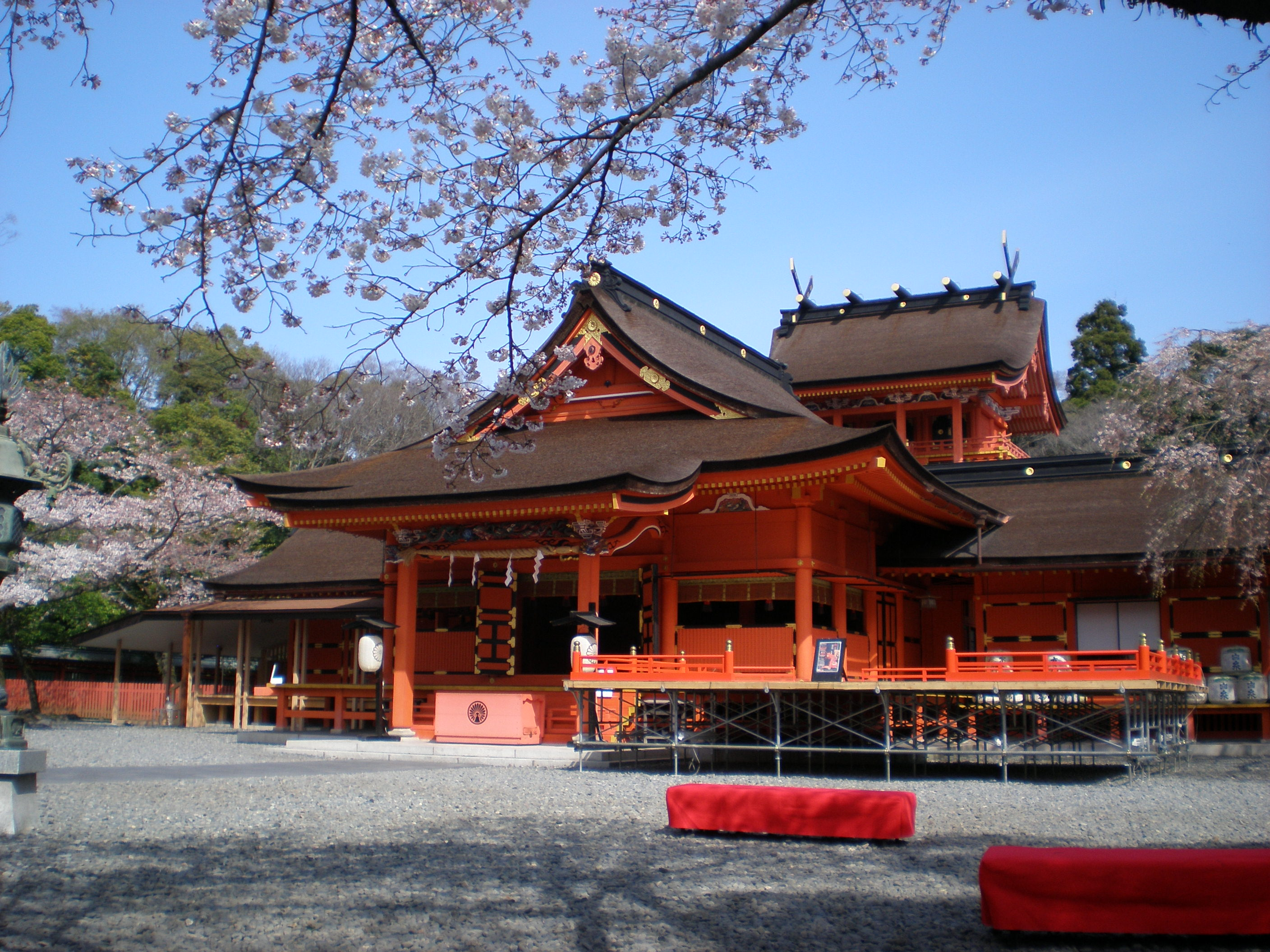
信忠が富士大宮司を務めた富士山本宮浅間大社

今川家のお家騒動である花倉の乱の際、信忠は栴岳承芳（後の今川義元）を支持した。その後も義元の動きに同調し、河東の乱時は富士上方での戦功を義元より賞されている。しかし永禄3年（1560年）の桶狭間の戦いを契機に今川領国では動揺が起こり、今川氏から離れていくものも居た。一方信忠は今川方に留まっており、永禄4年（1561年）7月には今川氏真より大宮城城代に任命されている。

### 駿河侵攻後
その後今川氏と同盟関係にあった武田氏が同盟を破棄し駿河侵攻を開始しても、信忠は今川陣営に留まっていた。しかし今川氏は勢いを取り戻すことはなく当主である氏真は懸川城に落ち延びて籠城、その後開城し戦国大名としての今川氏は滅亡した。この懸川城開城まで今川氏に従属し続けた国衆は、富士氏の他に朝比奈氏が居たのみであったと指摘される。
このような今川氏凋落の最中で富士氏は後北条氏の庇護・援護を受けるようになり、後北条氏から信忠宛の発給文書が確認されるようになる。北条氏政は永禄11年（1568年）12月、信忠に対し戦功を賞すると共に大宮城中の給人領地の安堵を約束し、今後の戦況次第では伊豆国に領地を宛行う約束をしている。永禄12年（1569年）2月には北条氏康が信忠に敵地の様子を探るよう指示している。また同年5月3日、氏真が氏政の嫡子である国王丸（後の北条氏直）に駿河国主の名跡を譲る約束をしたことが信忠宛の書状で確認され、同28日には今後は北条家が富士家を引き立てるとしている。
富士氏は武田氏の攻撃に対し防衛に成功するなど善戦するが、氏真の感状に「信玄以大軍」とあるように信玄本隊の大軍からなる攻撃を受け、信忠は穴山信君を通じて開城することとなった。しかし信忠は大宮城開城後も北条方に留まり続け、北条方の蒲原城において武田勢と交戦するなどしている。氏政は大宮城を失った信忠に伊豆国河津の居住地を与え、また戦功に応じて富士上方（現在の静岡県富士宮市一帯）の支配権を認める文書を発給している。
しかし元亀2年（1571年）に氏真より暇を与える（今川陣営からの離脱を許す）旨の感状が嫡子である信通に発給されると、富士氏は今川・北条勢から離れることとなる。

### 武田氏との関係とその後
その後の元亀3年（1572年）4月に信忠は武田氏の本領である甲斐国の甲府へ赴いている。この際に道中の安全保障を担ったのは原昌胤であり、また昌胤は大宮城周辺の支配にも関わっていた。このように武田氏に帰属することとなり、同年5月には信玄より祭例を務めるよう指示する旨の文書が発給されるなど、武田陣営としての体制が整えられていった。天正4年（1576年）の公文富士氏の相続に関わる契約書に「富士相模入道」とあり出家しているため、少なくともこの時点で家督は嫡子である信通へ相続がなされていたとされる。